# (24832) 1995 SU5
(24832) 1995 SU5 est un astéroïde de la ceinture principale d'astéroïdes découvert en 1995.

## Description
(24832) 1995 SU5 a été découvert le 25 septembre 1995 à la station de Xinglong, dans la province chinoise d'Hebei (Chine), par le Beijing Schmidt CCD Asteroid Program.

### Caractéristiques orbitales
L'orbite de cet astéroïde est caractérisée par un demi-grand axe de 2,37 UA, un périhélie de 1,99 UA, une excentricité de 0,16 et une inclinaison de 7,39° par rapport à l'écliptique. Du fait de ces caractéristiques, à savoir un demi-grand axe compris entre 2 et 3,2 UA et un périhélie supérieur à 1,666 UA, il est classé, selon la JPL Small-Body Database, comme objet de la ceinture principale d'astéroïdes.

### Caractéristiques physiques
(24832) 1995 SU5 a une magnitude absolue (H) de 15,2 et un albédo estimé à 0,566.